# Batouri
Batouri é uma cidade dos Camarões localizada na província de Leste. Batouri é a capital do departamento de Kadey.